# Badminton 1935
Höhepunkt des Badmintonjahres 1935 waren die All England, die Irish Open, die Scottish Open und die French Open.
==Internationale Veranstaltungen ==
| Veranstaltung | Herreneinzel     | Dameneinzel      | Herrendoppel                    | Damendoppel                         | Mixed                         |
| ------------- | ---------------- | ---------------- | ------------------------------- | ----------------------------------- | ----------------------------- |
| All England   | Raymond M. White | Betty Uber       | Donald C. Hume Raymond M. White | Marjorie Henderson Thelma Kingsbury | Donald C. Hume Betty Uber     |
| French Open   | Ralph Nichols    | Betty Uber       | Ralph Nichols Geoffrey J. Fish  | Betty Uber Diana Doveton            | Ralph Nichols Diana Doveton   |
| Irish Open    | James Rankin     | R. J. Teague     | Ian Maconachie James Rankin     | Marian Horsley Olive Wilson         | Ian Maconachie Marian Horsley |
| Scottish Open | C. H. Whittaker  | Thelma Kingsbury | Donald C. Hume Raymond M. White | Marjorie Henderson Thelma Kingsbury | Donald C. Hume Betty Uber     |